# Чубенко, Всеволод Андреевич

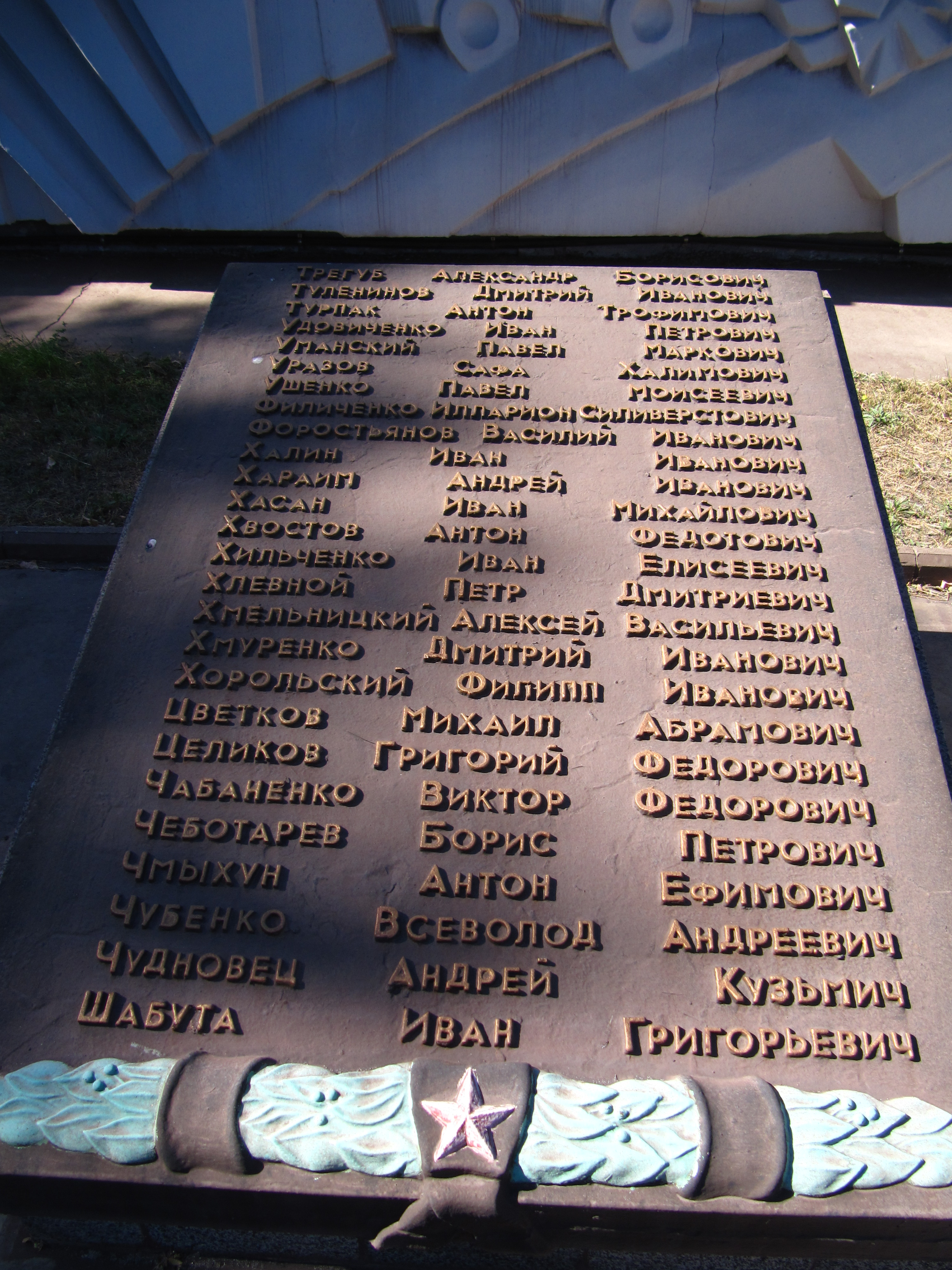
Имя на памятнике рабочим и служащим комбината «Криворожсталь», павшим на фронтах Великой Отечественной войны 1941—1945 годов

Чубенко Всеволод Андреевич (1917, Верблюжка, Александрийский уезд — июнь 1941, СССР) — советский металлург, сталевар Криворожского металлургического завода. Депутат Верховного Совета УССР 1-го созыва (1938). Стахановец, ударник первых пятилеток, новатор производства.

## Биография
Родился в 1917 году в селе Верблюжка (ныне в Кировоградской области) в крестьянской семье. Окончил семилетнюю школу.
С 1933 года учился в группе сталеваров школы фабрично-заводского ученичества при Криворожском металлургическом заводе. Член ВЛКСМ с 1934 года, член Криворожского городского комитета ЛКСМУ.
В 1935 году окончил курсы мастеров бессемеровского производства на заводе «Криворожсталь», проходил практику сталевара в фасонолитейном цеху Запорожского металлургического завода.
С 1935 года — сталевар доменного цеха Криворожского металлургического завода, руководитель комсомольско-молодёжной бригады. В ноябре 1936 года — участник запуска фасонолитейного цеха, с момента запуска и до 1938 года — старший сталевар цеха. Лучший сталевар электропечи Криворожского металлургического завода.
26 июня 1938 года был избран депутатом Верховного Совета Украинской ССР 1-го созыва по Дзержинскому избирательному округу № 191 Днепропетровской области.
Член ВКП(б).
В ноябре 1938 года призван Криворожским ГВК в Красную армию по путёвке комсомола. Старший сержант. Службу проходил на пограничной заставе на западной границе.
Пропал без вести в июне 1941 года в боях на западной границе СССР. Место захоронения неизвестно.

## Награды
- Орден «Знак Почёта» (26.03.1939)[4].

## Память
- Имя на памятнике рабочим и служащим комбината «Криворожсталь», павшим на фронтах Великой Отечественной войны 1941—1945 годов.